# 2017年巴哈瓦爾布爾爆炸
2017年巴哈瓦尔布尔爆炸，是指2017年6月25日巴基斯坦旁遮普省巴哈瓦尔布尔附近油罐车爆炸起火一事。至少190人死亡，125人以上受傷。

## 起因
運載燃料的油罐车在公路上爆胎失事翻側。當消息传至邻近的村庄後，数百居民蜂拥至现场，收集泄漏的燃料。在場的交通警察曾試圖阻止人群接近失事油罐車，但不成功。期間车辆爆炸，許多死者被燒至難以辨認。初期報道稱有人點燃香烟導致爆炸。

## 反应

### 国内
巴国首相谢里夫指示旁遮普省政府盡力提供適切的救援。受事件影响，来自英国的私人旅行游客终止了他们的旅程，从巴基斯坦回国。

### 国外
駐巴基斯坦英国高级专员、伊斯兰堡美国大使館、联合国秘书长古特雷斯等都对事件表达了哀悼。